# Pierre-Charles de Pleurre
Pierre-Charles de Pleurre est un homme politique français né le 7 septembre 1737 à Pleurs (Marne) et décédé le 14 novembre 1810 au même lieu.
Maréchal de camp et grand bailli, il est député de la noblesse aux états généraux de 1789 pour la bailliage de Sézanne. Attaché à l'Ancien Régime, il siège à droite.

## Sources
- « Pierre-Charles de Pleurre », dans Adolphe Robert et Gaston Cougny, Dictionnaire des parlementaires français, Edgar Bourloton, 1889-1891 [détail de l’édition]